# Isomerieverschiebung
Der physikalische Effekt der Isomerieverschiebung äußert sich darin, dass die Lagen der Spektrallinien in Atomspektren verschiedener Isomere eines chemischen Elements sich unterscheiden. Weisen die Spektrallinien infolge der magnetischen Momente der Atomkerne auch Hyperfeinstruktur auf, bezieht sich die Verschiebung auf die Schwerpunkte der Linien.
Der Effekt tritt auch bei Gammaspektren auf und heißt dann auch Mößbauer-Isomerieverschiebung.
Die Isomerieverschiebung liefert wichtige Informationen über Kernstruktur und über das physikalische, chemische und biologische Umfeld von Atomen. Es wurde vorgeschlagen, den Effekt auch zur Untersuchung etwaiger zeitlicher Änderungen von Naturkonstanten zu verwenden.

## Isomerieverschiebung der Atomspektren
Die Isomerieverschiebung der Atomspektren ist die Energie- oder Frequenzverschiebung in den Atomspektren als Folge der Substitution eines Kernisomers durch ein anderes. Der Effekt wurde 1956 von Weiner vorausgesagt) und 1959 zum ersten Mal experimentell beobachtet. Die von Weiner entwickelte Theorie kommt auch in der Erklärung der Mößbauer-Isomerieverschiebung zum Tragen.

## Terminologie
Die ersten Arbeiten über Isomerieverschiebung bezogen sich auf Atomspektren und verwendeten den Begriff Kernisomerieverschiebung von Spektrallinien (nuclear isomeric shift on spectral lines). Nach der Entdeckung des Mößbauer-Effekts wurde die Isomerieverschiebung auch in Gammaspektren nachgewiesen und wird dort auch Mößbauer-Isomerieverschiebung genannt. Weitere Einzelheiten über die Entdeckungsgeschichte und die verwendete Terminologie finden sich bei Weiner.

## Isomerie- versus Isotopieverschiebung in Atomspektren
Atomare Spektrallinien entstehen bei Übergängen von Elektronen zwischen verschiedenen atomaren Energieniveaus {\displaystyle E}, die von Photonenemission begleitet werden. Atomare Niveaus sind eine Manifestation der elektromagnetischen Wechselwirkung zwischen Elektronen und Kernen. Die Energieniveaus zweier Atome, deren Kerne verschiedene Isotope desselben Elements sind, unterscheiden sich, trotz gleicher Kernladungszahl {\displaystyle Z}, wegen der verschiedenen Neutronenzahlen {\displaystyle N}. Diese Unterschiede führen zur Isotopieverschiebung der Spektrallinien.
Bei Kernisomeren sind Protonen- und Neutronenzahlen gleich, aber der Quantenzustand der Kerne ist verschieden. Die elektrischen Ladungsverteilungen im Kern unterscheiden sich. Dies bewirkt eine Differenz {\displaystyle \delta \varphi } der entsprechenden elektrostatischen Kernpotentiale {\displaystyle \varphi }, die zu einer Differenz {\displaystyle \Delta E} in den atomaren Energieniveaus führt. Die Isomerieverschiebung der atomaren Spektrallinien ist gegeben durch
{\displaystyle \Delta E=-{\text{e}}\int \delta \varphi \left|\psi \right|^{2}{\text{d}}\tau }
Hier ist {\displaystyle \psi } die Wellenfunktion des am Übergang beteiligten Elektrons mit seiner elektrischen Ladung {\displaystyle -e} (negative Elementarladung). Die Integration wird über die Elektronenkoordinaten durchgeführt.
Isotopie- und Isomerieverschiebung sind beide Folgen der endlichen Dimensionen des Atomkerns. Die Isotopieverschiebung wurde experimentell entdeckt und dann theoretisch erklärt. Die Isomerieverschiebung hingegen wurde vorausgesagt und erst später im Experiment nachgewiesen. Bei der Isotopieverschiebung ist die Berechnung der Wechselwirkungsenergie zwischen Elektronen und Kernen ein relativ einfaches elektromagnetisches Problem. Bei Isomeren ist sie  schwieriger, weil die Isomerieanregung von der starken Wechselwirkung bedingt wird. Dies erklärt zum Teil, warum die Isomerieverschiebung nicht früher entdeckt wurde: die adäquate Theorie und insbesondere das Schalenmodell wurde erst Ende der 1940er und Anfang der 1950er Jahre entwickelt. Auch der experimentelle Nachweis dieses Effekts wurde erst durch eine neue Technik ermöglicht – die Spektroskopie von metastabilen, isomeren Kernzuständen – die ebenfalls erst in den 1950er Jahren entwickelt wurde.
Zum Unterschied von der Isotopieverschiebung, die (in erster Näherung) unabhängig von der Struktur der Kerne ist, hängt die Isomerieverschiebung von dieser Struktur ab. Deshalb erhält man aus der Isomerieverschiebung weitergehende Information als aus der Isotopieverschiebung. Die über die Isomerieverschiebung mögliche Messung der Differenz der Kernradien zwischen angeregtem und Grundzustand ist einer der empfindlichsten Tests von Kernmodellen. Darüber hinaus stellt die Isomerieverschiebung in Kombination mit dem Mößbauereffekt ein einzigartiges Instrument dar, das auch in vielen anderen Gebieten außerhalb der Physik Anwendungen gefunden hat.

## Die Isomerieverschiebung und das Schalenmodell
Im Rahmen des Schalenmodells gibt es eine Klasse von Isomeren, bei denen ein einzelnes (als „optisches“" bezeichnetes) Nukleon die Differenz der Ladungsverteilungen von zwei isomeren Zuständen bewirkt. Das gilt insbesondere für Kerne mit ungeraden Protonen und geraden Neutronenzahlen in der Nähe geschlossener Schalen, zum Beispiel bei In-115, für das der Effekt von Weimer berechnet und vorausgesagt wurde, dass er weit größer als die natürliche Linienbreite und somit messbar sein sollte.
Der Wert der drei Jahre später gemessenen Verschiebung bei Hg-197 lag ziemlich nahe an dem für In115 berechneten. Bei Hg-197, im Unterschied zu In-115, ist jedoch das optische Nukleon ein Neutron und nicht ein Proton, und die Wechselwirkung Elektron – freies Neutron ist viel kleiner ist als die Wechselwirkung Elektron – freies Proton; daher war ein hundertmal kleinerer Effekt erwartet worden. Diese Diskrepanz erklärt sich dadurch, dass optische Nukleonen nicht freie, sondern gebundene Teilchen sind. Die Messergebnisse konnten im Rahmen der Weimerschen Theorie erklärt werden, indem man dem optischen Neutron eine effektive elektrische Ladung {\displaystyle Z/A} zuschrieb.

## Mößbauer-Isomerieverschiebung
Die Mößbauer-Isomerieverschiebung ist die in der Gammaspektroskopie beobachtete Verschiebung von Spektrallinien beim Vergleich  zweier verschiedener Kernisomeriezustände in zwei verschiedenen physikalischen, chemischen oder biologischen Umgebungen. Sie ist eine Folge des kombinierten Effekts des rückstoßfreien Mößbauerübergangs zwischen zwei Kernisomeriezuständen und des Übergangs zwischen zwei atomaren Zuständen in dem gegebenen Medium.
Die Isomerieverschiebung der atomaren Spektrallinien hängt von der Elektronenwellenfunktion {\displaystyle \psi } und der Differenz {\displaystyle \delta \varphi } der elektrostatischen Potentiale φ der zwei Isomeriezuständen ab. Für ein gegebenes Kernisomer in zwei verschiedenen Umgebungen (z. B. verschiedene physikalische Phasen oder verschieden chemische Kombinationen) unterscheiden sich auch die entsprechenden Elektronenwellenfunktionen. Aus diesem Grunde gibt es zusätzlich zur Isomerieverschiebung der Spektrallinien, die vom Unterschied der Isomeriezustände der Kerne bedingt ist, eine Verschiebung infolge der zwei verschiedenen Umgebungen. Aus experimentellen Gründen werden die letzteren Quelle beziehungsweise Absorber genannt. Diese kombinierte Verschiebung ist die Mößbauer-Isomerieverschiebung. Sie wird mathematisch mit dem gleichen Formalismus wie die Kernisomerieverschiebung der Atomspektren beschrieben, außer dass man jetzt statt einer zwei Elektronenwellenfunktionen (von Quelle {\displaystyle \psi _{\text{Quelle}}} und Absorber {\displaystyle \psi _{\text{Absorber}}}) und die Differenz zwischen den jeweiligen Verschiebungen zu betrachten hat:
{\displaystyle \Delta E=\Delta E_{\text{Quelle}}-\Delta E_{\text{Absorber}}=-{\text{e}}\int \delta \varphi \,\left(|\psi _{\text{Quelle}}|^{2}-|\psi _{\text{Absorber}}|^{2}\right)\,\mathrm {d} \tau }
Die erste Messung der Isomerieverschiebung in der Gammaspektroskopie mit Hilfe des Mößbauer-Effekts erfolgte 1960. Dieser Effekt liefert wichtige und äußerst genaue Informationen sowohl über die Isomeriezustände als auch über die physikalischen, chemischen und biologischen Umgebungen der Atome. Damit fand die Isomerieverschiebung wichtige Anwendungen in so verschiedenen Gebieten wie Atomphysik, Festkörperphysik, Kernphysik, Chemie, Biologie, Metallurgie, Mineralogie, Geologie, Mond- und Marsforschung.
Die Kernisomerieverschiebung wurde auch in myonischen Atomen nachgewiesen. In diesen Atomen wird ein Myon vom angeregten Kern eingefangen und es findet dann ein Übergang vom angeregten Atomzustand in den Grundzustand statt, in einem Zeitintervall, das kleiner ist als die Lebensdauer des angeregten Kernisomeriezustandes.